# Área metropolitana de Portland-South Portland-Biddeford
El Área metropolitana de Portland-South Portland-Biddeford o Área Estadística Metropolitana de Portland-South Portland-Biddeford, ME MSA, como la denomina oficialmente la Oficina de Administración y Presupuesto, es un Área Estadística Metropolitana del estado estadounidense de Maine. Tiene una población de 514.098 habitantes según el Censo de 2010, convirtiéndola en la 101.º área metropolitana más poblada de los Estados Unidos.

## Composición
Los 3 condados del estado de Maine que componen el área metropolitana, junto con su población según los resultados del censo 2010:
- Cumberland – 281.674 habitantes
- Sagadahoc – 35.293 habitantes
- York – 197.131 habitantes

## Área Estadística Metropolitana Combinada
El área metropolitana es parte del Área Estadística Metropolitana Combinada de Portland-Lewiston-South Portland, ME CSA junto con el Área Estadística Metropolitana de Lewiston-Auburn, ME MSA, que comprende el condado de Androscoggin;
totalizando 621.800 habitantes en un área de 8.692 km².

## Principales comunidades del área metropolitana
Ciudades
- Bath
- Biddeford (Ciudad principal o núcleo)
- Portland (Ciudad principal o núcleo)
- Saco
- South Portland (Ciudad principal o núcleo)
- Westbrook

Pueblos
| - Acton - Alfred - Arrowsic - Arundel - Baldwin - Berwick - Bowdoin - Bowdoinham - Bridgton - Brunswick - Buxton - Cape Elizabeth - Casco - Chebeague Island - Cornish - Cumberland - Dayton - Eliot - Falmouth - Freeport | - Frye Island - Georgetown - Gorham - Gray - Harpswell - Harrison - Hollis - Kennebunk - Kennebunkport - Kittery - Lebanon - Limerick - Limington - Long Island - Lyman - Naples - New Gloucester - Newfield - North Berwick - North Yarmouth | - Ogunquit - Old Orchard Beach - Parsonsfield - Phippsburg - Pownal - Raymond - Richmond - Sanford - Scarborough - Sebago - Shapleigh - South Berwick - Standish - Topsham - Waterboro - Wells - West Bath - Windham - Woolwich - Yarmouth - York |